# James D. Black
James Dixon Black, född 24 september 1849 i Knox County, Kentucky, död 5 augusti 1938 i Barbourville, Kentucky, var en amerikansk demokratisk politiker. Han var Kentuckys viceguvernör 1915–1919 och därefter guvernör från maj till december 1919.
Black studerade vid Tusculum College och arbetade sedan som advokat i Barbourville. Han var ledamot av Kentuckys representanthus 1876–1877.
Black efterträdde 1915 Edward J. McDermott som Kentuckys viceguvernör. År 1919 efterträdde han sedan Augustus O. Stanley som guvernör och efterträddes senare samma år av Edwin P. Morrow. Black avled 1938 och gravsattes på Barbourville Cemetery i Barbourville.